# Casa Medina
Casa Medina, conosciuta anche come villa Guardamangia, è una residenza di Pietà, che ha ospitato la regina Elisabetta II e il principe Filippo nel 1947 e tra il 1949 e il 1951.

## Storia
Casa Medina è stata costruita nel '900 su ordine di Augusto Bartolo, politico maltese filo-inglese, come residenza di campagna.
Nel 1929 la villa è stata venduta all'ammiraglio inglese Louis Mountbatten, interessato all'ippodromo e al campo da golf della vicina città di Marsa.
Nei successivi anni la villa, fortemente danneggiata, è stata abbandonata da Mountbatten, che iniziò a risiedere presso l'Hotel Phoenicia di Floriana.
Durante la seconda guerra mondiale, il duca e la duchessa di Edimburgo (successivamente principe consorte e regina), dopo esser stati ospitati dal primo ministro Gerald Strickland, hanno alloggiato presso la Medina.
La regina Elisabetta II e suo marito hanno visitato nuovamente la villa nel 1992 in occasione del loro 60º anniversario. Anche durante la visita della regina nel 2007 lei stessa aveva richiesto di visitare la sua vecchia dimora, tuttavia i proprietari hanno rifiutato.

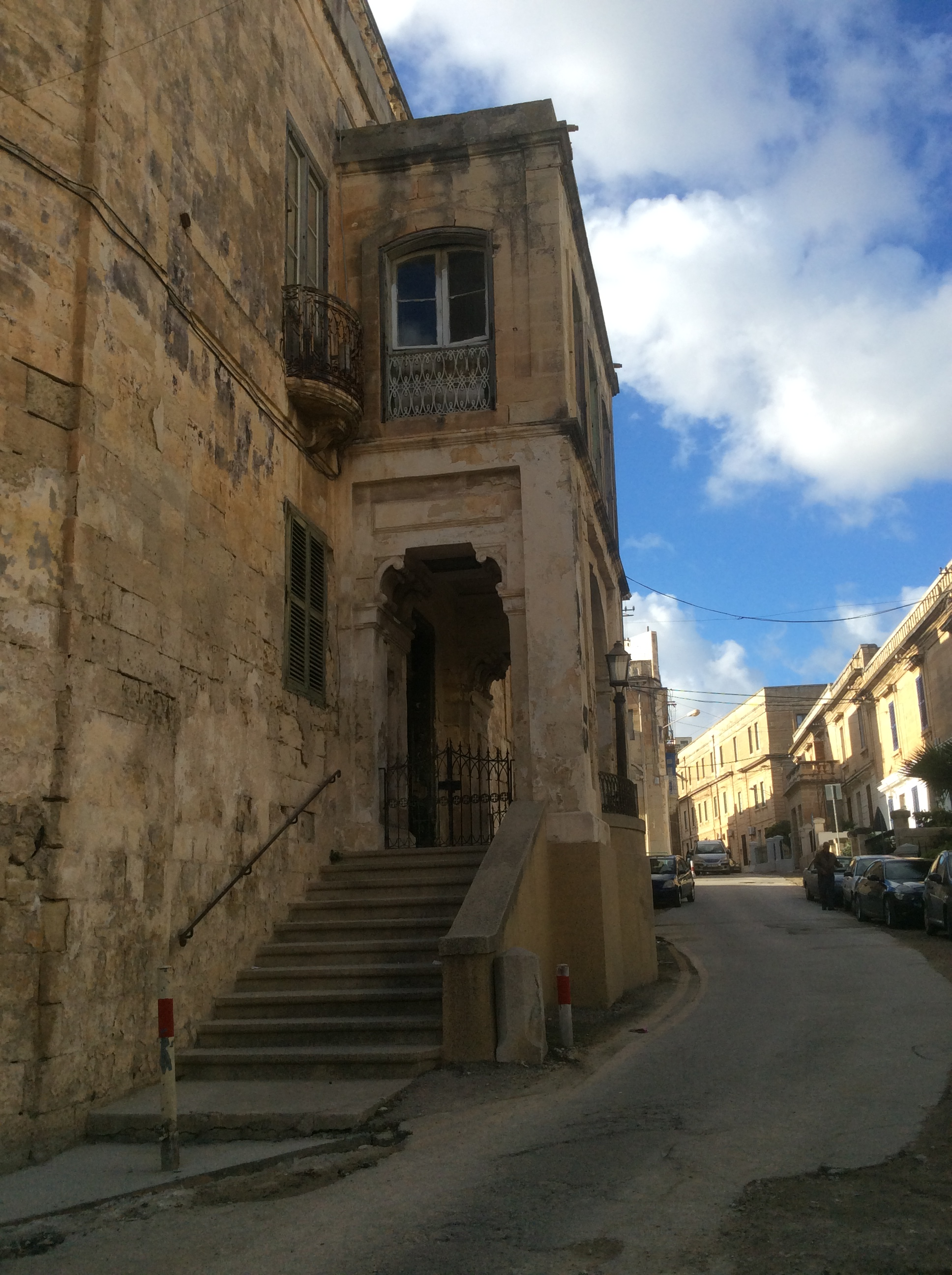
La villa nel suo attuale stato

Attualmente la villa è disputata fra la famiglia Schembri, attuale proprietaria dell'immobile, e il governo maltese, che vorrebbe espropriarla per sottoporla ai necessari interventi di manutenzione.